# 25 août 1962
Le samedi 25 août 1962 est le XXXe jour de l'année 1962.

## Naissances
- Theresa Andrews, nageuse américaine
- Yuri Korolev, gymnaste soviétique
- Māris Bružiks, athlète letton spécialiste du triple saut
- Vivian Campbell, guitariste britannique
- Michael Zorc, footballeur allemand
- Alexander Graf, grand maître allemand du jeu d'échecs
- Victor Löw, acteur néerlandais
- Franz Tschager, pilote automobile de courses de côte italien
- Karol Jabłoński, skipper polonais et pilote de char à glace
- Mustapha Benbada, homme politique algérien
- Norka Latamblet, joueuse cubaine de volley-ball
- Charles Desjardins, journaliste et auteur français
- Oddibe McDowell, voltigeur de centre au baseball
- Mutabar Tadjibayeva, journaliste indépendante ouzbèke
- Claude Sturni, homme politique français
- Marienetta Jirkowsky (morte le 22 novembre 1980), est-allemande morte en tentant de passer le mur de Berlin
- Inés Arteta, écrivaine et professeur à l'université del Salvador.

## Autres événements
- Fin des championnats d'Europe de natation 1962
- Début du championnat d'Autriche de football 1962-1963
- Pose de la première pierre de la Mahmud-Moschee par Amatul Hafiz Begum
- Première en France du film Un pilote dans la Lune